# Museu Difús de Torí
El Museu Difús de Torí fou inaugurat el 2003 en uns quarters militars del segle xviii de Torí (Itàlia). L'exposició permanent se centra en l'àmbit cronològic que va del 1938 al 1948, és a dir, des de l'aprovació de les lleis racials que perseguien els jueus italians fins a la celebració del referèndum mitjançant el qual s'aprovà la Constitució de la República italiana. L'exposició es basa en la tecnologia audiovisual i la visita es fa amb uns auriculars que, en situar-se el visitant davant dels diferents mòduls expositius, li permeten sentir una explicació històrica. L'última sala està dedicada a explicar quinze espais de memòria de la ciutat senyalitzats (concebuts com una extensió del museu i d'aquí el nom de Museu Difús), vinculats al feixisme de Mussolini, a l'ocupació nazi, a la resistència o als esforços de la ciutadania per sobreviure a la guerra.
El 5 de setembre de 1938, seguint l'exemple del III Reich alemany, Itàlia aplicava un conjunt de lleis racials en contra de la població jueva. El feixisme de Mussolini controlava tota la societat i reprimia els seus opositors. L'alineament entre Roma i Berlín va provocar que, iniciada la Segona Guerra Mundial, diverses ciutats italianes, com ara Torí, patissin bombardeigs de l'aviació aliada. La primavera de 1943, els aliats desembarquen a Sicília i el mes de juliol Mussolini és arrestat. Com a conseqüència, Itàlia és ocupada progressivament per l'exèrcit alemany i després de l'alliberació de Mussolini es crea la República Social Italiana, de caràcter feixista, a la zona nord del país. Davant la repressió alemanya contra la població, sorgeix un moviment de resistència partisana al nazisme que du a terme sabotatges i dona suport a l'exèrcit aliat que alliberarà el país. Amb la fi de la guerra, el país es prepara per a una nova etapa i l'any 1948, a través d'un referèndum, els ciutadans aproven la Constitució de la República italiana.